# Reichskriminalpolizeiamt
 (mai 2022).
La mise en forme du texte ne suit pas les recommandations de Wikipédia : il faut le « wikifier ».
Les points d'amélioration suivants sont les cas les plus fréquents. Le détail des points à revoir est peut-être précisé sur la page de discussion.
- Les titres sont pré-formatés par le logiciel. Ils ne sont ni en capitales, ni en gras.
- Le texte ne doit pas être écrit en capitales (les noms de famille non plus), ni en gras, ni en italique, ni en « petit »…
- Le gras n'est utilisé que pour surligner le titre de l'article dans l'introduction, une seule fois.
- L'italique est rarement utilisé : mots en langue étrangère, titres d'œuvres, noms de bateaux, etc.
- Les citations ne sont pas en italique mais en corps de texte normal. Elles sont entourées par des guillemets français : « et ».
- Les listes à puces sont à éviter, des paragraphes rédigés étant largement préférés. Les tableaux sont à réserver à la présentation de données structurées (résultats, etc.).
- Les appels de note de bas de page (petits chiffres en exposant, introduits par l'outil «  Source ») sont à placer entre la fin de phrase et le point final[comme ça].
- Les liens internes (vers d'autres articles de Wikipédia) sont à choisir avec parcimonie. Créez des liens vers des articles approfondissant le sujet. Les termes génériques sans rapport avec le sujet sont à éviter, ainsi que les répétitions de liens vers un même terme.
- Les liens externes sont à placer uniquement dans une section « Liens externes », à la fin de l'article. Ces liens sont à choisir avec parcimonie suivant les règles définies. Si un lien sert de source à l'article, son insertion dans le texte est à faire par les notes de bas de page.
- La présentation des références doit suivre les conventions bibliographiques. Il est recommandé d'utiliser les modèles {{Ouvrage}}, {{Chapitre}}, {{Article}}, {{Lien web}} et/ou {{Bibliographie}}. Le mode d'édition visuel peut mettre en forme automatiquement les références.
- Insérer une infobox (cadre d'informations à droite) n'est pas obligatoire pour parachever la mise en page.

Pour une aide détaillée, merci de consulter Aide:Wikification.
Si vous pensez que ces points ont été résolus, vous pouvez retirer ce bandeau et améliorer la mise en forme d'un autre article.

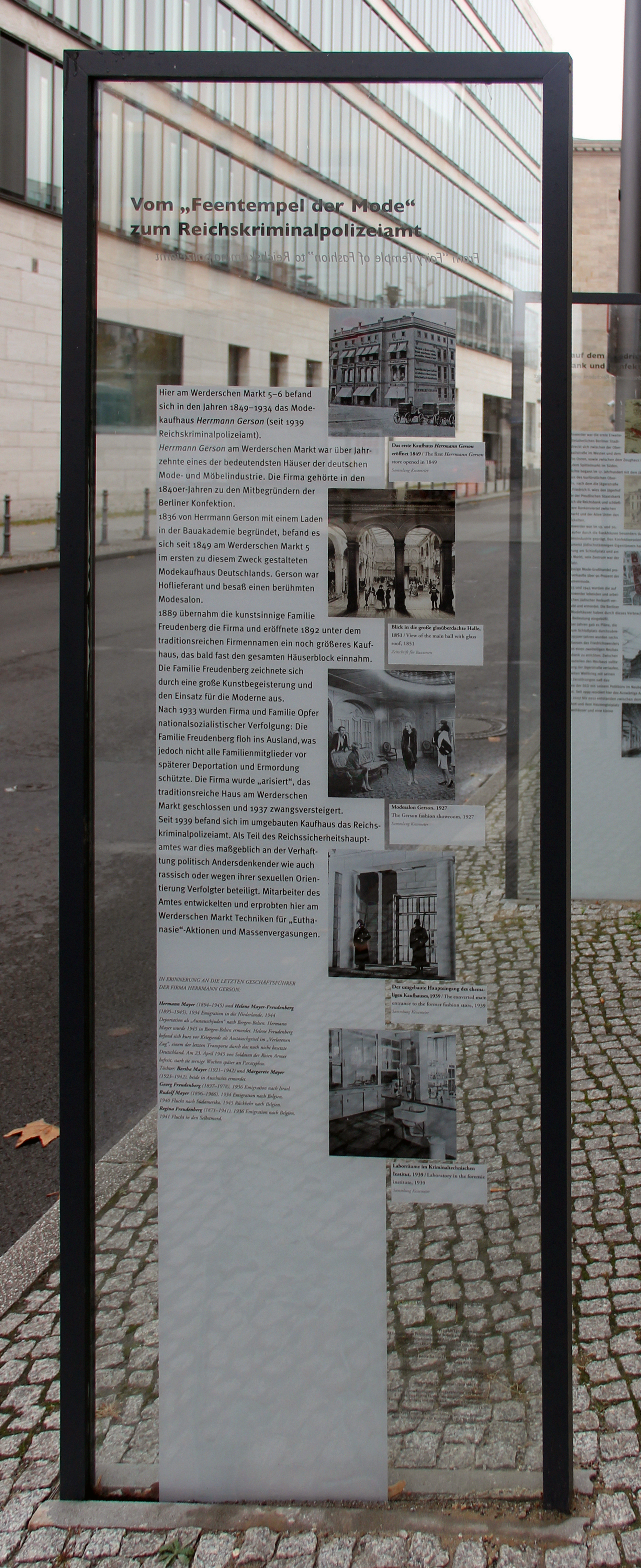
plaque de mémoire, par Herrmann Gerson, Berlin-Mitte, Allemagne

Le Reichskriminalpolizeiamt (RKPA, département de police criminelle du Reich), est le département central d'enquête criminelle de l'Allemagne nazie, fondé en 1936 après que le département central prussien d'enquête criminelle (Landeskriminalpolizeiamt) soit devenu le département national d'enquête criminelle pour l'Allemagne. Il est devenu un des deux sous-départements de la Sicherheitspolizei (SiPo), l'autre étant la Gestapo. La SiPo était sous le commandement général de Reinhard Heydrich. En septembre 1939, la création du Bureau principal de la sécurité du Reich (RSHA) absorbe la SiPo qui en devient partie intégrante.

## Organisation
L'organisation centrale contenait un registre national de surveillance et onze centres pour les crimes nationaux.
- Fraude
- Drogues
- Personnes disparues
- Pornographie
- Trafic
- Voleurs à la tire internationaux
- Jeux d'argent
- « Les Roms »
- Crimes violents graves
- Fraude professionnelle
- Cambriolage professionnel

Les organisations régionales et locales comprenaient :
- 14 Kriminalpolizeileitstellen (unités régionales d'enquête criminelle)[1].
- 51 Kriminalpolizeistellen (unités locales d'enquête criminelle)[1].

## Fusion
En 1936, le RKPA a été formé après que le département central prussien d'enquête criminelle (Landeskriminalpolizeiamt) soit devenu le département national d'enquête criminelle pour l'Allemagne. Les services de police d'État en Allemagne étaient alors divisés en Ordnungspolizei (police en uniforme) et en Sicherheitspolizei (police de sécurité de l'État ; SiPo). Le RKPA a été fusionné, avec la police secrète d'État, le Geheime Staatspolizei ou la Gestapo en deux sous-divisions du SiPo. Reinhard Heydrich a été placé au commandement général du SiPo et de son bureau de commandement central, le Hauptamt Sicherheitspolizei. Il était déjà à la tête du Sicherheitsdienst (SD) et de la Gestapo'. Arthur Nebe a été nommé le Reichskriminaldirektor du Reichskriminalpolizeiamt et relevait de Heydrich.
En septembre 1939, le Bureau principal de la sécurité du Reich (RSHA) a été créé en tant qu'organisation de commandement des diverses agences d'enquête et de sécurité de l'État. Le Hauptamt Sicherheitspolizei a été officiellement aboli et ses départements ont été intégrés au RSHA. Le Reichskriminalpolizeiamt est devenu Amt V (Département V), le Kriminalpolizei (Police criminelle) dans le RSHA. Le 15 août 1944, Friedrich Panzinger prend la tête de l'Amt V du RSHA jusqu'à la fin de la guerre en Europe.

### Citations
1. 1 2 3 4  Martin Eberhard (1999), Die Kriminalpolizei 1933-1939 (Universität Konstanz, Philosophische Fakultät 2013-12-15.
2. ↑  Williams 2001, p. 77.
3. ↑  Williams 2001, p. 61, 77.
4. ↑  Weale 2010, p. 134, 135.
5. 1 2  Friedlander 1995, p. 55.
6. ↑  Weale 2012, p. 140–144.